# Paddy John
Paddy John (Zwedru, 23 febbraio 1990) è un ex calciatore liberiano naturalizzato olandese, di ruolo attaccante.

## Biografia
All'età di due anni è fuggito dalla Liberia per rifugiarsi nei Paesi Bassi in compagnia dei suoi fratelli e di sua madre, mentre il padre fu ucciso durante la sanguinosa Seconda guerra civile liberiana. Nel 2002, dopo aver trascorso quattro stagioni nelle giovanili del DES Nijverdal, lui e suoi fratelli Collins e Ola vengono acquistati dal Football Club Twente.

## Carriera

### Club
Nel 2011 viene acquistato dal VfL Osnabrück.